# هارون إسحاق
هارون إسحاق (بالألمانية: Aaron Isaak)‏ (بالسويدية: Aaron Isaac)‏ هو نقاش وشخصية أعمال سويدي وألماني، ولد في 16 سبتمبر 1730 في تروينبريتزن في ألمانيا، وتوفي في 21 أكتوبر 1816 في ستوكهولم في السويد.